# Etze
Die Etze ist ein Fluss in Frankreich, der im Département Cantal in der Region Auvergne-Rhône-Alpes verläuft. Sie entspringt  im südwestlichen Gemeindegebiet von Saint-Santin-Cantalès, entwässert in einem Bogen von Südost nach Nordwest durch die Naturlandschaft Châtaigneraie und mündet nach rund 22 Kilometern an der Gemeindegrenze von Arnac und Saint-Martin-Cantalès im Rückstau der Barrage d’Enchanet als linker Nebenfluss in die Maronne.

## Bezeichnung des Flusses
Der Fluss ändert in seinem Verlauf mehrfach seinen Namen:
- Ruisseau de Sévinières im Quellbereich,
- Ruisseau de Conne im Oberlauf,
- Etze im restlichen Abschnitt.

## Orte am Fluss
(Reihenfolge in Fließrichtung)
- Monedières, Gemeinde Saint-Santin-Cantalès
- Nieudan
- Saint-Victor
- Malbert, Gemeinde Saint-Santin-Cantalès
- Parieu Bas, Gemeinde Saint-Illide
- Cavarnac, Gemeinde Arnac

## Sehenswürdigkeiten
Im Mittelteil und Unterlauf wird die Etze von der Bahnstrecke Bourges–Miécaze begleitet, auf der heute die Freizeitattraktion Pédalorail du Grand Pays de Salers betrieben wird.